# Boa Esperança (kommun i Brasilien, Espírito Santo, lat -18,49, long -40,34)
Boa Esperança är en kommun i Brasilien.   Den ligger i delstaten Espírito Santo, i den sydöstra delen av landet, 900 km öster om huvudstaden Brasília. Antalet invånare är 14 199.
Följande samhällen finns i Boa Esperança:
- Boa Esperança

Omgivningarna runt Boa Esperança är huvudsakligen savann. Runt Boa Esperança är det ganska glesbefolkat, med 48 invånare per kvadratkilometer.